# Jan Schuermans
Jan Schuermans is een Vlaams scenarist.

## Carrière
Jan Schuermans schreef reeds scenario's voor volgende reeksen:
- F.C. De Kampioenen (1993-1998, 2005-2006)
- Verschoten & Zoon
- Zone Stad

Hij was eveneens enige tijd script-editor voor Verschoten & Zoon.